# Fort Sumner, Novi Meksiko
Fort Sumner je selo u okrugu De Baci u američkoj saveznoj državi Novom Meksiku. Prema popisu stanovništva SAD 2000. u selu je bilo 1249 stanovnika. Okružno je sjedište okruga De Bake. Fort Sumner je ljetni i jesenji dom Columbije, Nasina balonskog pogona. Fort Sumner je mjesto gdje je navodno pokopan poznati američki odmetnik s Divljeg Zapada Billy the Kid.

## Stanovništvo
Prema podatcima popisa 2000. u Fort Sumneru bilo je 1249 stanovnika, 533 kućanstva i 312 obitelji, a stanovništvo po rasi bili su 81,91% bijelci, 0,8% Indijanci, 0,08% Azijci, 15,29% ostalih rasa, 1,92% dviju ili više rasa. Hispanoamerikanaca i Latinoamerikanaca svih rasa bilo je 48,28%.

## Zanimljivosti
- Godine 1866. američka je vlada držala zatočenih tisuće Indijanaca nakon što ih je porazio Kit Carson. Charles Goodnight i Oliver Loving su vidjeli poslovne mogućnosti ovdje i odlučili su prodavati govedinu te su tako nahranjeni izgladnjeli zarobljenici. Ovo je vodilo do staze Goodnight - Loving, daleko na zapadu, čime se izbjeglo kontakt s kradljivcima stoke koji su se htjeli domoći velike vrste goveda, teksaškog dugoroga.
- Slavni odmetnik Billy the Kid ubijen je u Fort Sumneru 1881. godine.

## Vanjske poveznice
- Fort Sumnerska trgovačka komora
- Povijest istraživanja stratosferskim balonom u Fort Sumneru